# Carla Visani
Carla Visani (João Pessoa, 1972) é uma jornalista brasileira. Profissional com atuação televisiva, trabalhou como repórter da TV Cabo Branco até 2003, quando deixou a reportagem de rua pelos estúdios do JPB. Atualmente é contratada da TV Correio, onde é editora do Correio Debate.
Visani iniciou seus estudos acadêmicos na Faculdade da Cidade do Rio de Janeiro, mas logo transferiu o curso de jornalismo para a Universidade Federal da Paraíba, onde se graduou. Filha de italianos, a apresentadora viveu em várias cidades do Brasil até se estabelecer em sua cidade natal, João Pessoa. A comunicadora é casada e tem uma filha, Renata.

## Carreira
Até antes de se formar, trabalhou como publicitária em uma agência de João Pessoa.
Em 1996 assumiu a vaga de repórter da TV Cabo Branco, depois de um estágio de três meses, e a partir daí se destacou como apresentadora e repórter da rede. Por meio de seu trabalho na Cabo Branco, a jornalista fez intercâmbio na TV Globo e teve reportagens exibidas nos telejornais de emissora, incluindo o Jornal Nacional. Trabalhou como repórter até 2003, quando deixou a reportagem de rua pelos estúdios do JPB, além de edição de reportagens e produção de textos. Sua eficiência jornalística rendeu convites para ser repórter na Globo do Rio de Janeiro.
Em agosto de 2004, ela foi convidada para ser apresentadora, ao lado do jornalista Bruno Sakaue, do JPB 1ª Edição. Em 2012 foi substituída por Eugênia Victal, assumindo apenas a redação e a chefia do programa jornalístico. Em 28 de setembro de 2012 foi anunciada sua contratação para a TV Correio, e em janeiro de 2014 a emissora anunciou que Visani comandaria a partir de então a editoria geral de telejornalismo da rede.

## Cronologia
- JPB 1ª Edição, âncora/editora-chefe
- Paraíba Comunidade, âncora
- Globo Esporte, âncora/repórter
- JPB 2ª Edição, âncora/repórter